# توم مكمان
توم مكمان (بالإنجليزية: Tom McMahon)‏ هو لاعب كرة قدم أسترالية أسترالي، ولد في 29 ديسمبر 1907 في Eaglehawk, Victoria ‏ في أستراليا، وتوفي في 11 ديسمبر 1975 في Ringwood East, Victoria ‏ في أستراليا.

## وصلات خارجية
- توم مكمان على موقع AustralianFootball.com (الإنجليزية)
- توم مكمان على موقع AFLtables.com (الإنجليزية)